# Prädikatabbildung
Eine Prädikatabbildung ist eine mathematische Funktion, die einen logischen Wahrheitswert (wahr oder falsch) auf die Zahlen 0 oder 1 abbildet. Dadurch können störende Fallunterscheidungen so umgeformt werden, dass die resultierende Funktion in mathematischen Schlussfolgerungen einfacher verwendbar ist.

## Definition
Die folgende Definition stammt von Kenneth E. Iverson, 1962:
Wenn Fehler beim Parsen (SVG (MathML kann über ein Browser-Plugin aktiviert werden): Ungültige Antwort („Math extension cannot connect to Restbase.“) von Server „http://localhost:6011/de.wikipedia.org/v1/“:): {\displaystyle P(n)}
 ein Prädikat ist, dann ist {\displaystyle [P(n)]} folgendermaßen definiert:
{\displaystyle [P(n)]={\begin{cases}1,&{\text{wenn }}P(n){\text{ wahr ist}}\\0,&{\text{wenn }}P(n){\text{ nicht wahr ist}}\end{cases}}}
D. h., dass diese Abbildung einen logischen Wahrheitswert auf einen in mathematischen Formeln weiterverwendbaren Ganzzahlenwert abbildet, und zwar wird eine wahre Aussage auf eine 1, und eine falsche Aussage auf eine 0 abgebildet (siehe Beispiel). Mit dieser Abbildung kann man nun aus komplexen Formeln mit Fallunterscheidungen eine einzige Formel machen.

## Beispiel
Die Fibonaccizahlen sind durch folgende Rekurrenzgleichung definiert:
{\displaystyle f_{n}={\begin{cases}0,&{\text{wenn }}n\leq 0\\1,&{\text{wenn }}n=1\\f_{n-1}+f_{n-2},&{\text{wenn }}n>1\end{cases}}}
Mit der Abbildung von Iverson kann man diese Rekurrenzgleichung in eine einfache Form überführen:
{\displaystyle f_{n}=(f_{n-1}+f_{n-2})\cdot [n>1]+[n=1]}
Der Teil {\displaystyle (f_{n-1}+f_{n-2})} entspricht der rekursiven Definition der Fibonaccizahlen.
Der Faktor {\displaystyle [n>1]} entfernt für alle Fibonaccizahlen mit einem Index kleiner oder gleich 1 diesen rekursiven Teil. Und {\displaystyle [n=1]} ist genau dann gleich 1, wenn der Index {\displaystyle n} gleich 1 ist. Dadurch wird die Fibonaccizahl mit dem Index 1 gleich 1, und dadurch ist gewährleistet, dass die Fibonaccizahlen mit einem Index größer als 1 auch einen Wert größer als 0 haben.
Mit dieser Formel kann man nun einfacher die geschlossene Formel bestimmen.